# 2002
2002 (MMII) je bilo navadno leto, ki se je po gregorijanskem koledarju začelo na torek. Številka leta je palindrom; pred tem je imelo palindromno številko leto 1991, naslednje tako leto bo 2112.
Bilo je proglašeno za leto ekoturizma in gora.

## Dogodki

### Januar – junij
- 1. januar -
  - evro bankovci in kovanci nadomestijo lokalna plačilna sredstva v prvih 12 državah evroobmočja – v Franciji, Španiji, Nemčiji, Italiji, Grčiji, Luksemburgu, Belgiji, Avstriji, na Finskem, Irskem, Portugalskem in Nizozemskem.
  - v veljavo stopi leta 1992 sprejeta pogodba o odprtem nebu, ki ureja izvidniške polete v zračnem prostoru podpisnic.
- 16. januar – Varnostni svet OZN sprejme embargo nad trgovino z orožjem in zamrzne finančna sredstva Osame bin Ladna ter Talibanov v tujini.
- 31. januar – razpadati prične velik kos Larsenove ledene police na Antarktiki.
- 8.–24. februar – Zimske olimpijske igre v Salt Lake Cityju, Utah, Združene države Amerike.
- 12. februar – na Mednarodnem sodišču za vojne zločine na območju nekdanje Jugoslavije se prične sojenje nekdanjemu jugoslovanskemu predsedniku Slobodanu Miloševiću.
- 26. februar – uradni začetek slovenske Wikipedije.
- 27. februar – požig vlaka sproži spopade med hindujci in muslimani v indijski zvezni državi Gudžarat.
- 1. marec – nosilna raketa Ariane 5 uspešno utiri opazovalni satelit Envisat in postavi rekord nosilnosti (8.500 kg).
- 1.–19. marec – invazija na Afganistan: koalicijske sile pričnejo z operacijo Anakonda za uničenje zbirališča sovražnikovih sil v Afganistanu.
- 4. marec – podjetje Ansett Australia, eden izmed najstarejših letalskih prevoznikov, doživi finančni kolaps; posledica je največja izguba delovnih mest v zgodovini Avstralije.
- 29. marec – izraelske sile pričnejo z obsežno operacijo Obrambni ščit na Zahodnem bregu v odgovor na palestinske samomorilske napade.
- 11.–14. april – neuspešen poskus strmoglavljenja venezuelskega predsednika Huga Cháveza.
- 18. april – biologi oznanijo odkritje novega reda žuželk, bogomolkastih paličnjakov.
- 25. april – misija Sojuz TM-34 poleti s kozmodroma Bajkonur. Na krovu je tudi Južnoafričan Mark Shuttleworth, drugi vesoljski turist v zgodovini.
- 26. april – izključeni študent Robert Steinhäuser v streljanju na gimnaziji v Erfurtu pobije 15 ljudi in nato še sebe.
- 20. maj – Vzhodni Timor pridobi neodvisnost, razglašeno že leta 1975.
- 4. junij – astronoma Chad Trujillo in Michael Brown s Kalifornijskega tehnološkega inštituta odkrijeta planetoid 50000 Kvaoar.
- 15. junij – 73-metrski asteroid 2002 MN se približa Zemlji na razdaljo 121.000 km (tretjina razdalje do Lune).
- 30. junij – brazilska reprezentanca osvoji rekordni peti naslov svetovnega prvaka v nogometu.

### Julij – december
- 1. julij – ustanovljeno je Mednarodno kazensko sodišče za pregon zločinov proti človeštvu, genocida, vojnih zločinov in mednarodne agresije od tega datuma naprej.
- 9. julij – Organizacija afriške enotnosti je razpuščena, nadomesti jo Afriška unija.
- 21. julij – telekomunikacijski gigant WorldCom razglasi bankrot.
- avgust – hude poplave po celi srednji Evropi
- 10. september – Švica postane članica Organizacije združenih narodov.
- 19. september – v Slonokoščeni obali izbruhne državljanska vojna.
- 12. oktober – islamisti izvedejo teroristični bombni napad na turistični predel Balija in ubijejo 202 človeka, med žrtvami so predvsem tuji turisti.
- 22.–25. oktober – čečenski skrajneži zavzamejo moskovsko gledališče Dubrovka in vzamejo gledalce ter nastopajoče za talce.
- 25. oktober–11. november – 35. šahovska olimpijada na Bledu.
- 26. oktober – Tina Maze na tekmi za svetovni pokal v avstrijskem Söldnu osvoji prvo zmago v karieri.
- 8. november – Varnostni svet OZN z resolucijo zahteva razorožitev od Sadama Huseina v Iraku, pod grožnjo z »resnimi posledicami«.
- 13. november – pred obalo Galicije (Španija) se potopi tanker Prestige in onesnaži več tisoč kilometrov španske, portugalske ter francoske obale.
- 21. november – na Natovem vrhu v Pragi prejmejo povabilo v organizacijo Bolgarija, Estonija, Litva, Romunija, Slovaška in Slovenija.
- 1. december – v drugem krogu volitev za predsednika Republike Slovenije osvoji največ glasov dotedanji premier Janez Drnovšek.
- 9. december – družba United Airlines, drugi največji letalski prevoznik na svetu, razglasi bankrot.
- 19. december – Anton Rop nasledi Janeza Drnovška na mestu predsednika vlade Republike Slovenije.

## Smrti
- 8. januar – Aleksander Mihajlovič Prohorov, ruski fizik (* 1916)
- 17. januar – 
  - France Križanič, slovenski matematik (* 1928)
  - Camilo José Cela Trulock, španski pisatelj, nobelovec (* 1916)
- 23. januar -
  - Pierre Bourdieu, francoski filozof in sociolog (* 1930)
  - Robert Nozick, ameriški filozof (* 1938)
- 28. januar –  Astrid Lindgren, švedska pisateljica (* 1907)
- 29. januar – Richard Mervyn Hare, britanski filozof (* 1919)
- 6. februar – Max Ferdinand Perutz, avstrijsko-britanski molekularni biolog, nobelovec (* 1914)
- 16. februar – Draga Černelč, slovenska zdravnica pediatrinja in alergologinja (* 1921)
- 22. februar – Chuck Jones, ameriški animator (* 1912)
- 13. marec – Hans-Georg Gadamer, nemški filozof, (* 1900)
- 24. marec – César Milstein, argentinski biokemik, nobelovec (* 1927)
- 18. april – Thor Heyerdahl, norveški raziskovalec in pustolovec (* 1914)
- 2. maj – William Thomas Tutte, angleško-kanadski kriptolog in matematik (* 1917)
- 20. maj – Stephen Jay Gould, ameriški biolog (* 1941)
- 26. maj – Ivo Maček, hrvaški pianist, pedagog in akademik (* 1914)
- 28. maj – Marija Lucija Stupica, slovenska slikarka (* 1950)
- 5. junij – Dee Dee Ramone, ameriški glasbenik (* 1951)
- 5. julij – Rafko Vodeb, slovenski duhovnik, eksorcist teolog, filozof, umetnostni zgodovinar, pesnik, prevajalec (* 1922)
- 10. junij – John Gotti, ameriški gangster (* 1940)
- 27. junij – John Entwistle, angleški glasbenik (* 1944)
- 4. julij – Laurent Schwartz, francoski matematik (* 1915)
- 28. julij – Archer John Porter Martin, britanski kemik, nobelovec (* 1910)
- 6. avgust – Edsger Wybe Dijkstra, nizozemski računalnikar (* 1930)
- 31. avgust – George Porter, britanski kemik in plemič, nobelovec (* 1920)
- 23. september – Aci Bertoncelj, slovenski pianist in glasbeni pedagog (* 1937)
- 24. november – John Rawls, ameriški filozof (* 1921)
- 22. december – Joe Strummer, britanski punk rock pevec (* 1952)

## Nobelove nagrade
- Fizika – Raymond Davis mlajši, Masatoši Košiba in Riccardo Giacconi
- Kemija – John B. Fenn, Koiči Tanaka in Kurt Wüthrich
- Fiziologija ali medicina – Sydney Brenner, H. Robert Horvitz in John E. Sulston
- Književnost – Imre Kertész
- Mir – Jimmy Carter
- Ekonomija – Daniel Kahneman in Vernon L. Smith